# Trois Réservistes en java
Pour plus de détails, voir Fiche technique et Distribution.
Trois Réservistes en java (Suppose They Gave a War and Nobody Came) est un film américain réalisé par Hy Averback, sorti en 1970.

## Fiche technique
- Titre original : Suppose They Gave a War and Nobody Came
- Titre français : Trois Réservistes en java
- Réalisation : Hy Averback
- Scénario : Hal Captain et Don McGuire
- Photographie : Burnett Guffey
- Montage : John F. Burnett (en)
- Musique : Jerry Fielding
- Pays de production : États-Unis
- Format : Couleurs - 1,85:1 - Mono
- Genre : comédie dramatique
- Durée : 113 minutes
- Date de sortie : 1970

## Distribution
- Brian Keith : Officier Michael M. Nace
- Tony Curtis : Shannon Gambroni
- Ernest Borgnine : Shériff Harve
- Ivan Dixon : Sergent Jones
- Suzanne Pleshette : Ramona
- Tom Ewell : Billy Joe Davis
- Bradford Dillman : Capitaine Myerson
- Arthur O'Connell : Mr Kruft
- John Fiedler : Maj. Purvis
- Don Ameche : Col. Flanders
- Robert Emhardt : Lester Calhoun
- Maxine Stuart (en) : Zelda
- Christopher Mitchum : Alturi
- Pamela Britton : Sergent Graham
- Grady Sutton : Dinwood
- Cliff Norton : Herman Hyde
- Jeanne Bates : Mme Flanders
- William Bramley : Député Henry
- Sam Edwards : Député Sam
- Buck Young : Député  Ron
- Dorothy Green : Mme Kruft
- Pamela Branch : Mme Purvis
- Lee Stanley : Davidson